# Иван Койнов Попов
Иван Койнов Попов е предприемач във Варна от началото на ХХ век.

## Биография
Роден е в Котел. На 14 януари 1895 година във Варна се жени за Фотинка Русева от Шумен.
През 1901 година основава финансовото дружество „Бъдащност“. Участва в други подобни организации и строителни предприятия, изграждащи градските хали и постройката на училището „Св. Климент“ във Варна. През 1912 г. Попов съди вестник „Свободен глас“, след като изданието публикува дописки за злоупотреби при дейността на Попов като директор на дружество „Бъдащност“ при търга за електрическото осветление на Варна. На 14 февруари 1914 г. статиите на редактора Стефан Ив. Петков са инкриминирани на втора инстранция в Русе, а той е признат за виновен в съзнателно нанасяне на обида на Иван Попов чрез печата. На 26 октомври 1914 г. във вестника е публикувано опровержение и извинения към директора на дружество „Бъдащност“ за публикуване на непроверена информация срещу него.
На 24 май 1918 година омъжва дъщеря си Зорка за Антон Франгя, на които по-късно се ражда дъщеря Евгения. През 1922 г. е избран за представител в комисията по облагане с данък върху общия доход във Варна.